# 赞恩·格雷

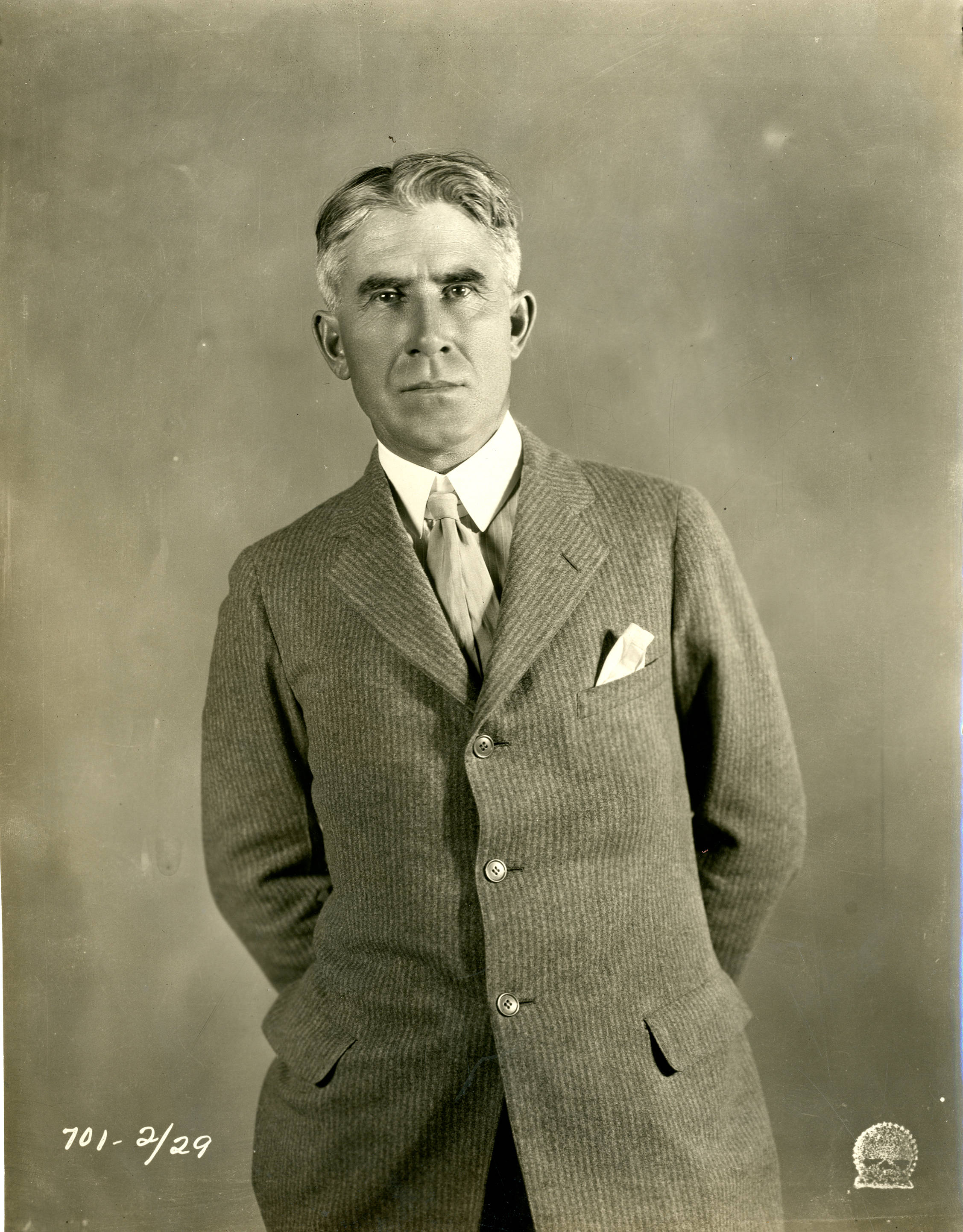
赞恩·格雷

赞恩·格雷（1872年1月31日 - 1939年10月23日) 是一位美国作家和牙医。1939年10月23日，赞恩·格雷因心力衰竭在阿爾塔迪納的家中去世。 截至2024年，他的小说和短篇故事已被改编成112部电影。 